# El gran espectáculo del vampiro
El gran espectáculo del vampiro es una novela del escritor estadounidense Richard Laymon, que fue publicada en el año 2000 y con la que ganó el Premio Bram Stoker en el año 2001. El autor murió antes de recoger el premio.
Aunque enmarcada en el género de terror, la novela contiene otros elementos, como el valor de la amistad y el amor y la entrada en la madurez, así como ciertos detalles cómicos. Una reseña destacada de Publishers Weekly elogió la novela por su "énfasis en la atmósfera", señalando específicamente las tensiones sociales y sexuales entre los tres adolescentes.

## Sinopsis
La novela está ambientada en el año 1963 en el pueblo de Grandville, y está contada en primera persona por Dwight, uno de los protagonistas, que rememora la época en que tenía dieciséis años.
La acción se desarrolla en un caluroso día de verano, cuando dos adolescentes, Dwight y Rusty conocen la inminente visita al pueblo de Grandville de un espectáculo itinerante, que promete mostrar para regocijo y curiosidad del público a Valeria, una hermosa vampira en cautiverio. Seducidos por la publicidad del espectáculo los dos chicos intentarán por todos los medios acudir al mismo a pesar de que son menores de edad.
Sin embargo sus planes se complican. Sucesos imprevistos e inquietantes obstaculizan su propósito, y junto a su amiga Slim terminan descubriendo mucho más de lo que nunca imaginaron. Sus problemas crean una atmósfera de suspense e incertidumbre en la novela.

## Publicación
La primera tirada del libro incluyó dos ediciones limitadas especiales. Una tapa dura de edición limitada firmada (1000 copias) tenía los mismos valores de producción que la tapa dura e incluía una hoja de firma. La edición con letras en bandeja (26 copias) estaba firmada y con letras, y encuadernada en cuero con un marcador de página de cinta de raso y obras de arte adicionales a todo color. Las ediciones limitadas con letras están marcadas AZ en lugar de numéricamente y están limitadas a 26 copias. Cada libro estaba encerrado en una bandeja, una construcción de concha de almeja que encerraba completamente el libro, una característica clave que separa las ediciones con letras de las ediciones numeradas.